# ماندي كوال
ماندي كوال (بالإنجليزية: Mandy Kowal)‏ هي مجدفة أمريكية، ولدت في 16 يونيو 1963.

## وصلات خارجية
- ماندي كوال على موقع الاتحاد الدولي للتجديف (الإنجليزية)